# Плањак
Плањак је мало ненасељено острво у хрватском делу Јадранског мора у Корчуланском архипелагу.
Плањак се налази западно од Корчуле, удаљен око 1 км. Површина острва износи 0,232 км². Дужина обалске линије је 1,97 км.. Највиши врх на острву је висок 52 метра.